# Nina Nikolajewna Frolowa
Nina Nikolajewna Frolowa (russisch Нина Николаевна Фролова; * 11. Oktober 1948) ist eine ehemalige sowjetische Steuerfrau im Rudern und vierfache Weltmeisterin im Achter.  
Die 1,46 m große Nina Frolowa gewann ihren ersten internationalen Titel bei den Europameisterschaften 1970 im Vierer mit Steuerfrau. Bei den Europameisterschaften 1971 und 1973 siegte sie jeweils mit dem sowjetischen Achter. Bei den Weltmeisterschaften 1974 gewann Frolowa mit dem Achter die Silbermedaille hinter dem Boot aus der DDR, im Jahr darauf belegte der sowjetische Achter den fünften Platz. 1977 steuerte Frolowa den sowjetischen Vierer und gewann in dieser Bootsklasse bei den Weltmeisterschaften die Silbermedaille hinter dem Boot aus der DDR. 
Ihren ersten Weltmeistertitel gewann Nina Frolowa 1978 in Neuseeland, es war der erste sowjetische Weltmeisterschaftssieg im Achter der Damen. Im Jahr darauf konnte der sowjetische Achter den Titel verteidigen. Bei den Olympischen Spielen in Moskau unterlag der sowjetische Achter gegen den Achter aus der DDR, der bei den Weltmeisterschaften 1978 und 1979 die Silbermedaille gewonnen hatte. Bei den Weltmeisterschaften 1981 und 1982 gewann wieder der sowjetische Achter.